# Chiesa di San Paolo (Portsmouth)
La chiesa di San Paolo apostolo o chiesa di San Paolo è un luogo di culto cattolico di Portsmouth inaugurato nel 1905. Si tratta di un edificio in stile neogotico, a forma di croce latina. È stata costruita con pareti in muratura rivestite di granito. La chiesa è stata progettata dall'architetto John Peebles nel 1897, ed è stato consacrato nel 1905. È la quinta chiesa cattolica ad essere stata costruita a Portsmouth. Nel 1913 è stata aggiunta alla struttura la canonica.
Dal 2002 fa parte del National Register of Historic Places.
Ogni anno, il direttore del coro ed organista, Nick Nespoli, che è anche il direttore del coro della Western Branch High School, svolge coi suoi studenti un concerto nella chiesa durante il periodo natalizio. Viene eseguita sia musica secolare, sia religiosa. I principali brani eseguiti sono Messiah, di Georg Friedrich Händel, ed il Gloria RV 589 di Antonio Vivaldi.